# 채성배
채성배(蔡成培, 1968년 12월 16일~)은 대한민국의 권투 선수로, 1990년 아시안 게임 헤비급에 참가해 금메달을 획득했다.